# Xian de Toksun
Cette page contient des caractères spéciaux ou non latins. S’ils s’affichent mal (▯, ?, etc.), consultez la page d’aide Unicode.
Le xian de Toksun (ouïghour : توقسۇن ناھىيىسى / Toksun Nahiyisi ; 托克逊县 ; pinyin : Tuōkèxùn Xiàn) est un district administratif de la région autonome du Xinjiang en Chine. Il est placé sous la juridiction de la préfecture de Tourfan.

## Démographie
La population du district était de 102 655 habitants en 1999.